# Myra Albert Wigginsová

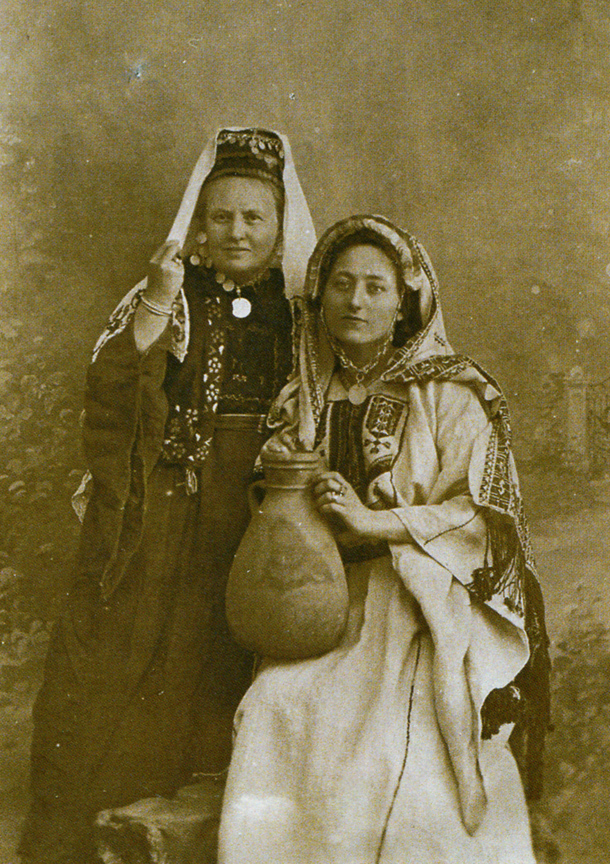
Dva poutníci (autoportrét, Wigginsová vpravo); publikováno v knize Dopisy od poutníka, 1904

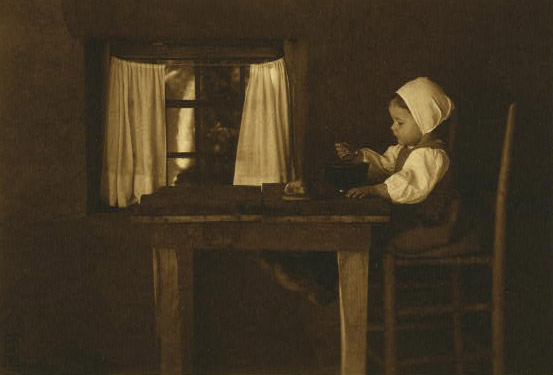
Hlad je nejlepší kuchař, 1898

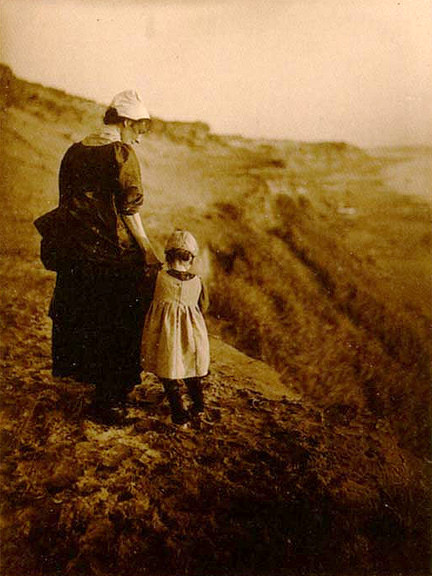
Hrana útesu, platinotisk, 8,1 × 6, 1902

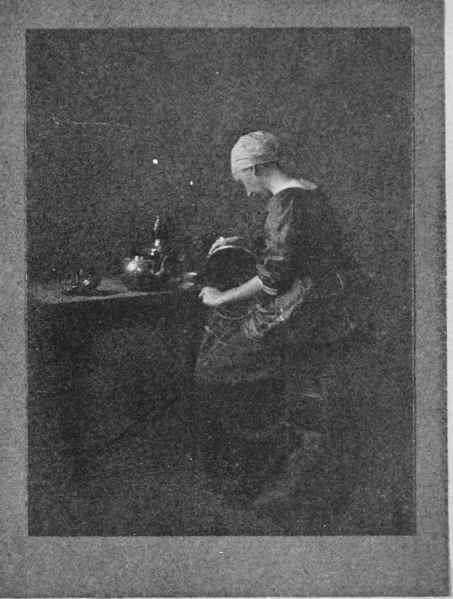
Leštění mosazi, asi 1903

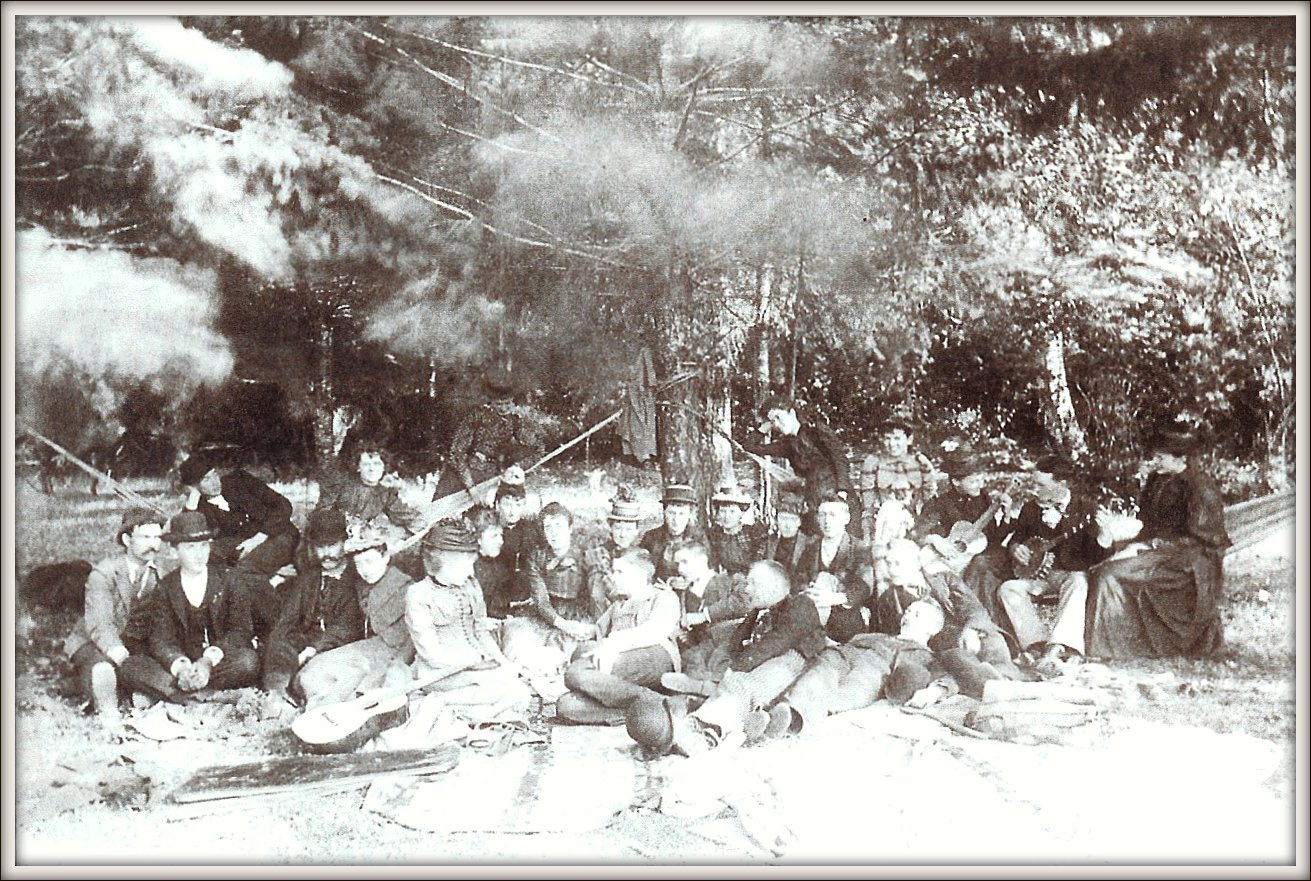
Memorial day, její přátelé na pikniku, 1891

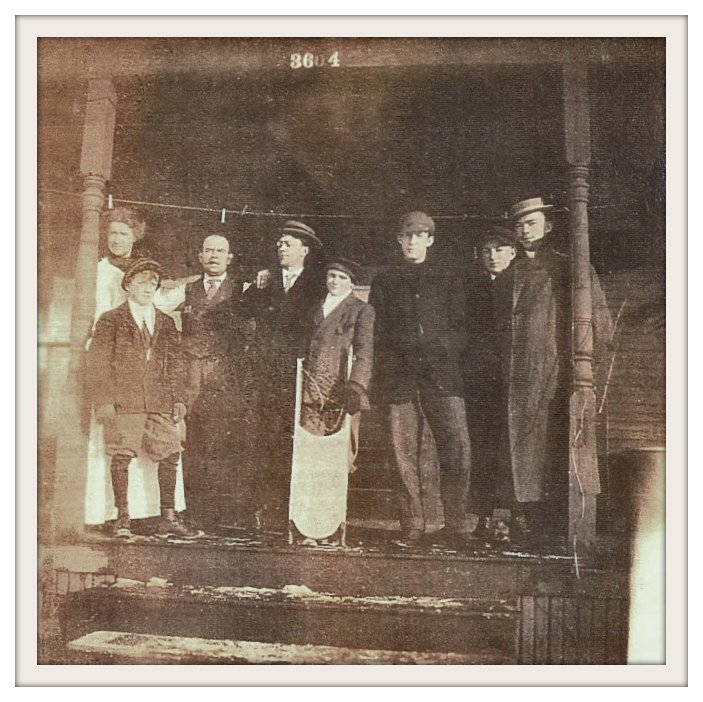
Singletonovi v Oregonu, asi 1890

Myra Albert Wigginsová (nepřechýleně Wiggins; 15. prosince 1869 Salem – 13. ledna 1956 Seattle) byla americká malířka a fotografka, členka společnosti Fotosecese – významného hnutí z počátku 20. století.

## Životopis

### Mládí (1869–1889)
Wigginsová, rozená Myra Jane Albert, se narodila 15. prosince 1869 ve městě Salem v Oregonu jako druhá ze čtyř dětí narozených Johnu Henrymu Albertovi a Mary Elizabeth Holmanovým. Její otec pracoval nejdříve jako účetní v místní společnosti na lněný olej, později se stal prezidentem národní banky v Salemu.
Již v raném věku se u ní projevil přirozený umělecký talent, absolvovala hodiny kreslení a malování ve svém domě a v oblasti kolem Salemu. Její rodiče ji povzbuzovali, nejen kvůli jejímu talentu, ale také kvůli tomu, že v té době se u žen vyšší třídy očekávala kulturní vzdělanost v umění. Když jí bylo 17 let, vyhrála první z mnoha ocenění za malbu na Oregonském státním veletrhu, mezi lety 1886 a 1907 získala celkem 94 ocenění za svá umělecká díla.
V roce 1888 se seznámila se svým budoucím manželem, Frederickem Arthurem Wigginsem, který byl majitelem místního obchodu, ve kterém jako v jednom z prvních nabízel řadu produktů pod jednou střechou.
Poprvé se setkala s fotografií v okamžiku, kdy její bratr chtěl zpodobnit svou milou, ale neměl k dispozici fotoaparát. Ten proto oběma koupil její otec. V roce 1889 získala velkoformátovou deskovou kameru na skleněné desky a stativ, a brzy kameru používala mnohem víc než její bratr. Některé své první fotografie pořídila na rodinné cestě na pobřeží Oregonu.
Během dvou let získala nový fotoaparát za první místo v amatérské soutěži pořádané časopisem West Shore Magazine, mnoho fotografií poslaných do soutěží vystavila v roce 1890 na průmyslové výstavě North Pacific Industrial Exposition v Portlandu.

### Umělecká kariéra (1890–1899)
Stejně jako mnoho progresivních žen z období konce 19. století, byla poslána studovat do New Yorku. V letech 1891–1894 studovala na Art Students League of New York, v ročníku společně s Williamem Merrittem Chasem a Johnem Twachtmanem. Chase ovlivnil zejména její myšlení o umění a když mu přinesla ukázat své fotografie, doporučil jí někdy psát komentáře na jejich zadní stranu. Chaseho zachytila na slavné fotografii během výuky a obklopeného studentkami z roku 1891.
Zatímco studovala v New Yorku, do Salema se vracela pouze v průběhu léta, v roce 1892 oznámila své zasnoubení s Fredem Wigginsem. Když se pak vrátila do New Yorku, stala se jednou z prvních členek New York Camera Clubu. Využívala klubovou temnou fotografickou komoru, při čemž se setkala s Josephem Keileyem, vlivným fotografem, spisovatelem a blízkým přítelem Alfreda Stieglitze.
Se svým snoubencem byli oddáni 24. listopadu 1894 v Salemu a o dva roky později spolu měli jedinou dceru Mildredu.

### Mistryně fotografie (1900–1929)
V roce 1900 byla mezi prvními dvěma ženami, které měly samostatnou výstavu fotografií v Chicago Art Institute. V té době se již setkávala a dopisovala s nejdůležitějším fotografem té doby Alfredem Stieglitzem, který ji v roce 1903 přijal za členku nově vytvořeného spolku Fotosecese.
Na podzim roku 1903, byla jedna její fotografie vystavena na jubilejní výstavě v německém Hamburku a také na londýnském salónu pořádém společností Linked Ring. Recenze druhé výstavy se o této fotografii vyjadřovala chvalozpěvně: ... považujeme snímek paní Wigginsové nazvaný 'Leštění mosazi' ('Polishing Brass') za jeden z nejlepších v celé místnosti. Zajisté je nejvíce piktorialistický, je přesně jako grafika Chodowieckého, a to jak svým subjektem, tak i pocitem. Žena sedí u stolu s kovovým nádobím kuriózní a zajímavé formy. Celá záležitost je klidná, vzhledná a velmi dobře navržená – příklad pro stovky.
V roce 1904 byla Wigginsová jedním z pěti vybraných delegátů z Oregonu, aby se zúčastnila Cruise of the Christians v Jeruzalémě na světové události Fourth Sunday School Convention. Dokumentovala scény a dění na lodi, a když přišla, často vyvolávala film ve svém pokoji do pozdní noci. Na zpáteční cestě se zastavila v Paříži a v Londýně, kde zhlédla výstavy velkých fotografických salonů té doby. Později téhož roku vydala Dopisy od poutníka (Salem: Statesman Publishing), fotograficky ilustrovaný popis své cesty na Blízký východ.
Tentýž rok Stieglitz poslal 200 fotografií představující nejlepší umělce Fotosecese na Mezinárodní fotografickou výstavu v Haagu. Mezi umělce zařadil jako Wigginsovou, tak i její oregonskou kolegyni Sarah Oregon Laddovou. Wigginsová své fotografie taktéž publikovala v několika významných časopisech, včetně například Photo-Era, The Photo Miniature, Photograms of the Year a Die Kunst in Der Photographie (vysoce kvalitní německý čtvrtletník podobný Camera Work).
Její matka zemřela v roce 1905 po autonehodě. Řídil její otec, který nebyl sice zraněn, ale v následujících letech velmi trpěl pocitem viny a úzkosti.
V roce 1906 se podílela na výstavě „Díla amerických fotografek” (The Work of Women Photographers of America) v prostorách Camera Clubu, Hartford, Connecticut. Wigginsová byla jednou z 26 žen, které byly na výstavě představeny. Později v témže roce byly dvě její fotografie vystaveny na výroční členské výstavě ve Stieglitzově Galerii 291 v New Yorku.
Od roku 1907 se celá rodina přestěhovala kvůli obchodním aktivitám Freda Wigginse do města Toppenish uprostřed státu Washington. Wigginsová se snažila pomáhat manželovi finančně otevřením uměleckého studia a školy. Nové místo však bylo mnohem více venkovské a nerozvinuté než Salem, a příroda v okolí města byla suchá a prašná. Prach působil Wigginsové zdravotní problémy a trvalo několik let, než začala mít z malby pravidelný příjem.
Pokračovala ve fotografii, jak jí zdraví dovolovalo, opět vystavovala v Galerii 291 v New Yorku a na výstavě umění a řemesel v San Francisku. Její kolegyně ze spolku Fotosecese Anne Brigmanová okomentovala její díla z pozdější doby, že se v nich „trvale naplňuje její práce s atmosférou procítěného smutku”.
V další dekádě se fotografie Wigginsové objevily na mnoha důležitých výstavách, včetně Mezinárodní výstavy piktorialistické fotografie v New Yorku (1909), výroční Pictorial Photography Invitation in Seattle, Washington (1910) a mezinárodní výstavě International Exhibition of Pictorial Photography (1910) v Albright-Knox Art Gallery v Buffalu v New Yorku. Povzbuzena zájmem o její práce jinými fotografy v Seattlu, začala Wigginsová v tomto městě trávit více času.
Od první dekády do pozdních 20. let 20. století střídavě pomáhala svému manželovi s jeho obchodem a fotografováním v Seattlu, když měla dostatek peněz na cestování. Během této doby projevila také zájem přednášet o své práci, ostatních fotografech a o umění obecně.
V roce 1928 společnost Seattle Fine Arts Society uspořádala Wigginsové její poslední samostatnou výstavu.

### Malba (1930–1956)
V roce 1930 Wigginsová spoluzaložila organizaci Women Painters of Washington, jednu z nejstarších uměleckých organizací.
Wigginsová zemřela 13. ledna 1956 na mrtvici. Aktivně malovala až své smrti. Její manžel zemřel při nehodě o čtyři měsíce později.
Její práce jsou ve stálých sbírkách několika významných institucí, včetně například Portland Art Museum, Getty Museum a National Museum of American Art při Smithsonian Institution.